# Mare de Déu de la Salut de Montanissell
Mare de Déu de la Salut de Montanissell és un monument del municipi de Coll de Nargó (Alt Urgell) protegit com a bé cultural d'interès local.

## Descripció
Es tracta d'una església d'una sola nau amb capçalera plana i capelles laterals. La nau està coberta per una volta de canó reforçada amb arcs faixons. Als peus hi ha un cor de fusta que descansa en un arc carpanell. Al costat sud-oest hi ha dues capelles laterals cobertes amb volta d'aresta. Tant pel parament com per la disposició d'aquestes capelles sembla que es tracta d'un afegit del segle xix. Moment en què també es va construir la sagristia.
L'interior està decorat amb pintura mural, força malmesa a causa de les humitats. En el presbiteri, centrat en la clau de volta, trobem representat l'Anyell de Déu enmig de núvols.
La coberta és de teula a doble vessant. El carener està desplaçat respecte de l'eix de simetria de la façana principal, a causa de l'afegitó de les capelles laterals. Té un campanar d'espadanya, amb dos ulls, de doble vessant i cobert amb llosa. La porta d'accés presenta un arc rebaixat, abans era d'arc de mig punt, i està desplaçada a l'esquerra. Al damunt hi ha un ull de bou, mentre que a la sagristia trobem una espitllera. L'aparell és de pedra calcària, irregular i presenta restes d'arrebossat.
L'església de la Mare de Déu de la Salut de Montanissell que podria haver estat aixecada al damunt d'una antiga església és un temple barroc, possiblement del segle xviii. Les pintures murals del conjunt, així com l'ampliació del temple, es poden datar al segle xix.

## Història
L'església de la Mare de Déu de la Salut és situada al sud del nucli actual de Montanissell, al turó on hi havia el poble vell.
La parròquia de Montanissell és esmentada a l'acta de consagració de la Seu d'Urgell en la segona meitat del segle x. L'any 966 és documentat el castell de Montanissell.
Entre els segles xviii i xix l'església de la Mare de Déu de la Salut devia substituir a l'antiga església de Sant Joan que quedava com a església del fossar. La construcció de l'església de la Mare de Déu de la Salut i la posterior ampliació d'aquesta indiquen, com en altres llocs del Pirineu, un període de puixança i un augment demogràfic que es tradueix en una embranzida constructiva que no es coneixia des de l'època del romànic.